# HRD Motors
Die HRD Motors Ltd war ein britischer Motorradhersteller, der von 1924 bis 1928 in Birmingham ansässig war.

## Unternehmensgeschichte
Das Unternehmen wurde von Howard Raymond Davies (* 27. Juni 1895; † 3. Januar 1973) gegründet, einem Motorradrennfahrer, der vorher für A.J.S. und Sunbeam gearbeitet hatte. Anfang der 1920er-Jahre musste er die Erfahrung machen, dass er Rennen oft nicht beenden konnte, weil die auf dem Markt erhältlichen Motorräder zu unzuverlässig waren. Dies inspirierte Davies, ein zuverlässiges, leistungsfähiges Motorrad zu bauen, wobei er als Werbeslogan „Built by a rider“ (dt.: Gebaut von einem Motorrad(renn)fahrer) verwendete. Auch andere gingen diesen Weg, wie z. B. George Brough von Brough Superior.
Nach dem Ersten Weltkrieg gab es viele Konfektionäre, die ihre Motorräder aus zugekauften Komponenten, wie Motoren, Rahmen und anderen Baugruppen, aufbauten. Davies’ Ziel war es, ein wirklich gutes Motorrad aus den besten Komponenten, die verfügbar waren, zu bauen.
Das finanzschwache Unternehmen stellte nur vier Jahre lang Motorräder her. Es war für seine leistungsstarken Motorräder bekannt, aber 1928 musste es Davies an OK-Supreme verkaufen. Diese Firma verkaufte dann die Namensrechte weiter an Philip Vincent, einen Motorradkonstrukteur. Dieser integrierte dann den Namen mit dem guten Ruf in der Motorradrennszene in sein neues Unternehmen, die Vincent-HRD Company Ltd.

## Modell- und Rennhistorie

### 1924
1924 wurden mit Hilfe von E. J. Massey die ersten HRD-Motorräder gebaut. Die Motoren kamen von J.A.P., die eng gestuften Getriebe von Burman, die Gabeln von Druid oder Webb, die Ketten von Renolds, die Ölpumpen von Pilgrim und die Vergaser von Binks.
- Modelle
- HD 90 – 500-cm³-J.A.P.-Motor – 140 km/h – Preis: 90 Guineas
- HD 80 – 350-cm³-J.A.P.-ohv-Doppelport-Motor–130 km/h – Preis: 80 Guineas
- HD 70 – 350-cm³-J.A.P.-ohv-Motor – 110 km/h – Preis: 70 Guineas
- HD 70 S – 500-cm³-J.A.P.-sv-Motor – 110 km/h – Preis für Solomaschine: 66 Guineas, Preis für Beiwagenmaschine: 83 Guineas

### 1925
1925 fuhr Davies seine eigenen Motorräder auf der Isle of Man TT. Er wurde Zweiter in der Junior-(350-cm³)-Klasse und gewann die Senior-(500-cm³)-Klasse. Dies brachte ihm Bestellungen ein, aber trotz des Erfolges verlor seine Firma Geld. Die ersten Firmengebäude waren zu klein, also mussten sie erweitert werden, aber die Firma war zu finanzschwach. Es gab immer eine Warteliste für die Kunden, aber es wurden nur geringe Stückzahlen produziert. Im September stellte H. Le Vack auf einer HRD einen Geschwindigkeitsrekord von 168,03 km/h in Brooklands auf.
- Modelle
- HD Super 90 – 500-cm³-J.A.P.-Doppelport-Motor – 160 km/h – Preis: 98 Guineas

### 1926
1926 war die Konkurrenz auf der Tourist Trophy schneller; die beste Platzierung für HRD war ein fünfter Platz. Die Modellpalette wurde erweitert, aber die Produktionskapazität war nicht ausreichend. Ein Generalstreik verursachte weiteren finanziellen Schaden.
- Modelle
- HD 75 – 500-cm³-J.A.P.-ohv-Motor – 121 km/h – Preis: 75 Guineas
- HD 600 De Luxe – 600-cm³J.A.P.-sv-Motor – Preis: 72 Guineas
- HD 65 – 350-cm³-J.A.P.-ohv-Motor – 105 km/h – Preis: 65 Guineas
- HD 60 – 350-cm³-J.A.P.-sv-Motor – 97 km/h – Preis: 60 Guineas
- Für die HD Super 90 gab es auf Wunsch einen 600-cm³-J.A.P.-ohv-Motor. Der Aufpreis betrug 5 Guineas.

### 1927
1927 gewann Freddie Dixon die Junior-TT und erreichte in der Senior-TT mit einer HRD den sechsten Platz. Die finanzielle Situation verschlechterte sich trotz dieser Erfolge erneut.

### 1928
Im Januar 1928 löste sich die Gesellschaft freiwillig auf. Die Reste wurden von Ernest Humphries (OK-Supreme) aufgekauft. Dieser verkaufte im Mai 1928 die Namensrechte, die Werkzeuge und die Formen an Philip C. Vincent für £ 450.